# يانترا
يانترا (بالبلغارية: Янтра)‏ قرية تقع إدارياً ضمن بلدية دريانوفو ‏ في بلغاريا. ويبلغ عدد سكانها 86 نسمة حسب تعداد 15 مارس 2015. تعتمد يانترا للبريد على الرمز البريدي 5374.